# Acrotrichis sanctaehelenae
Acrotrichis sanctaehelenae är en skalbaggsart som beskrevs av Johnson 1972. Acrotrichis sanctaehelenae ingår i släktet Acrotrichis, och familjen fjädervingar. Arten är reproducerande i Sverige.